# Famille von Schlitz
La famille von Schlitz est une famille noble de Hesse, originaire de Schlitz. Le nom complet de la lignée hessoise, la plus ancienne et appartenant à la haute noblesse, est Comtes impériaux von Schlitz genannt von Görtz (également Goertz), et celui de la lignée cadette, en Basse-Saxe et appartenant à la basse noblesse, est Comtes von Schlitz genannt von Görtz und von Wrisberg.
En raison de la double dénomination, un tri incorrect sous le nom de Goertz ou Görtz se produit souvent. La famille hessoise « von Schlitz genannt von Görtz » ne doit pas être confondue avec les « comtes de Görz (de) » médiévaux qui vivent dans les Alpes du Sud et dans le Frioul .

## Histoire

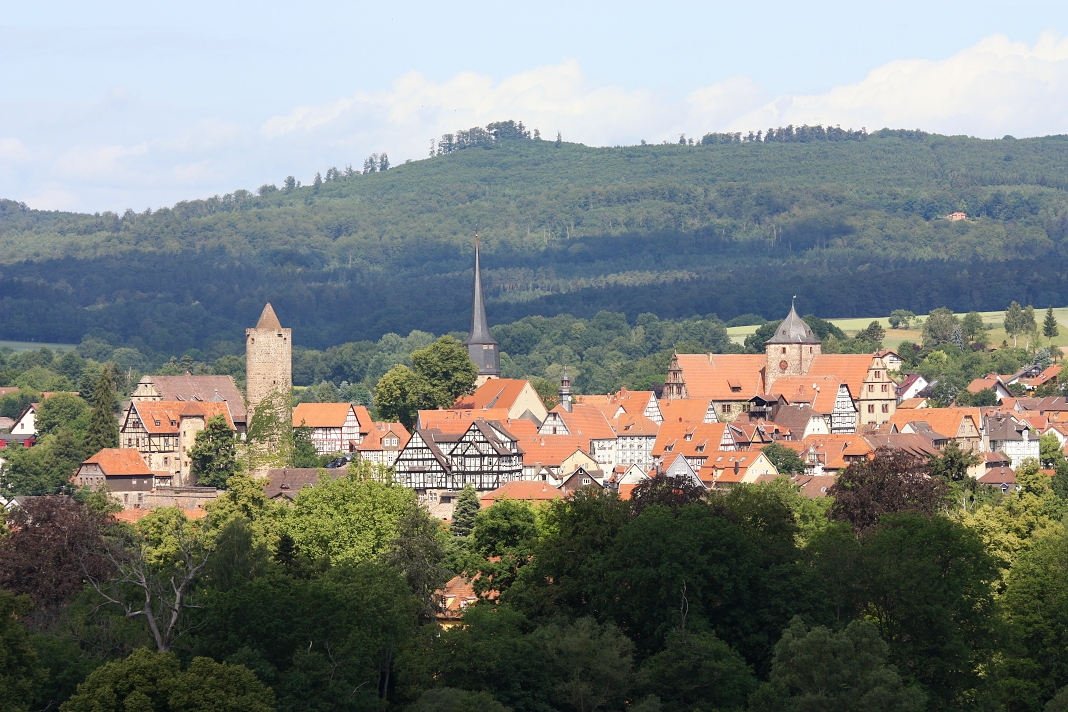
Schlitz

Le premier des seigneurs de Schlitz à apparaître dans un document est Ermenoldus de Slitese en 1116 en tant que ministériel de l'abbaye impériale de Fulda. Cette année-là, le fief de Fulda de l'actuelle ville de Schlitz près de Fulda, qui a appartenu auparavant aux comtes de Ziegenhain (de), passe à la famille qui prend alors le nom du lieu. Au fil des siècles, ce fief est étendu jusqu'à devenir un fief impérial direct. Dans la principauté de Fulda, les seigneurs de Schlitz détiennent le titre de maréchaux héréditaires. La famille est répandue dans toute la région de la Rhön du XIIe   au   XIVe siècle. Les noms Erminold, Gerlach et Irminger, également donnés par la famille von der Tann, peuvent être retracés jusqu'au VIIIe siècle dans les registres d'échevinage et de décès, mais aucun lien généalogique ne peut être prouvé.
À partir de 1404, ils s'appellent « Schlitz von Görtz » (également dans les documents : Gurz ou Görz). Après l'introduction de la Réforme en 1563 et à la suite de la guerre de Trente Ans, ils se séparent de la domination féodale de l'abbaye impériale de Fulda. Ils sont membres depuis le XVIe siècle de la chevalerie impériale franconienne libre dans le canton de chevalerie de Rhön-Werra. En 1677, ils deviennent barons impériaux et en 1726 comtes impériaux.

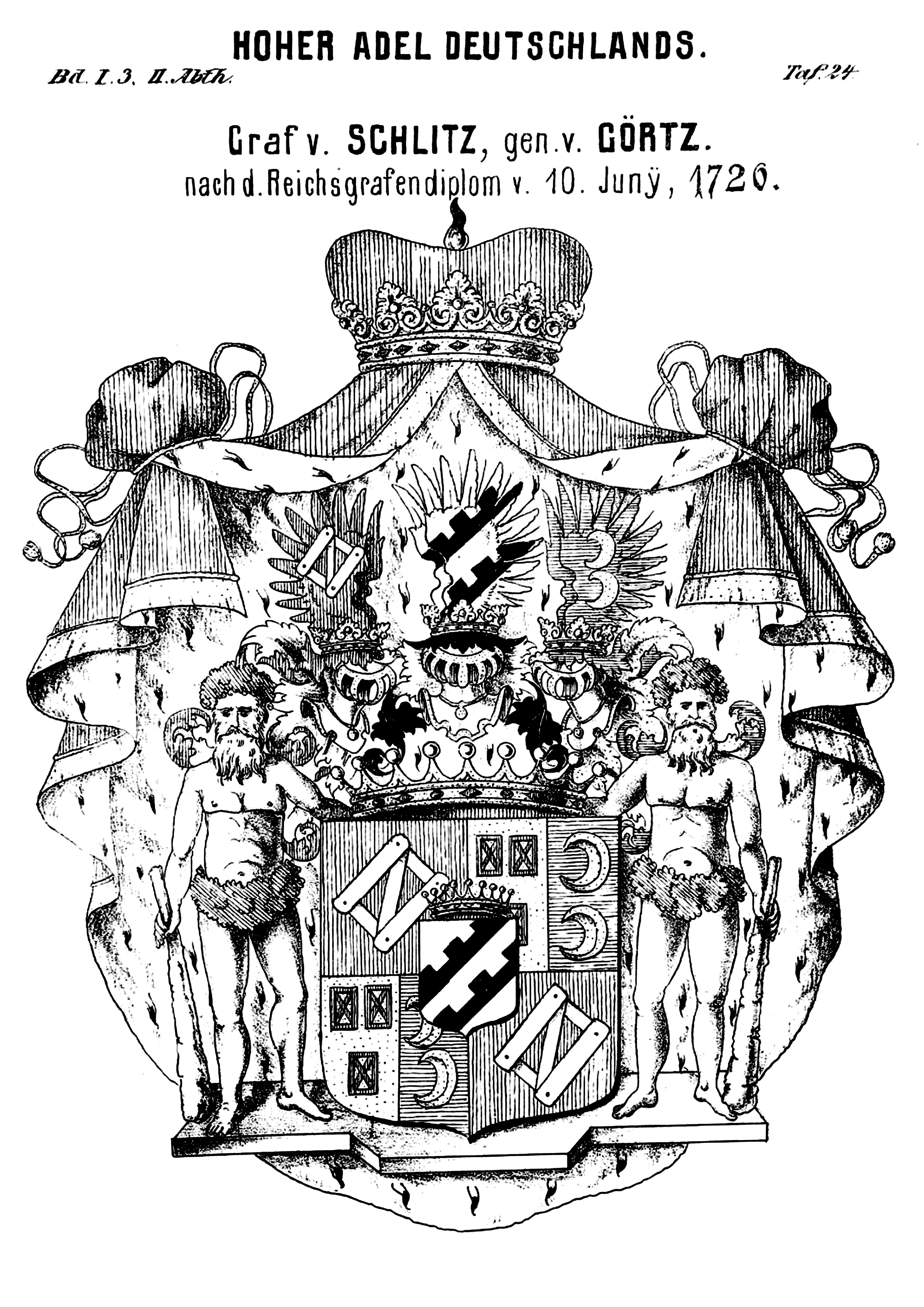
Armoiries selon le diplôme du comte impérial de 1726

En 1804, la famille accède au rang impérial à la diète d'Empire du Saint-Empire romain germanique avec un siège et un droit de vote au banc des comtes de la Wetterau (de). En 1806, le domaine passe sous la souveraineté du grand-duché de Hesse. À la fin de 1808, le grand-duc Louis Ier élève le chef de la famille au rang de seigneur. En 1829, le membre aîné de la famille reçoit de la Confédération germanique le titre d'Altesse, qui a déjà été décerné par le grand-duché de Hesse en 1808. La famille est ainsi également reconnue à l'échelle nationale comme noble et enregistrée à Gotha auprès des maisons princières de la deuxième division (anciennement haute noblesse dirigeante).
La famille se divise au XVIIIe siècle en deux lignées : la plus ancienne (depuis 1829 la lignée seigneuriale) à Schlitz et la plus jeune à Brunswick et Hanovre, qui s'appelle « Görtz-Wrisberg ». Le chef et seul représentant masculin de la lignée noble la plus ancienne de Schlitz est aujourd'hui Rüdiger-Maria comte et seigneur de Schlitz, gen. von Görtz (né en 1939), qui a épousé Margarete Dittmann (née en 1940) à Munich en 1965.
Johann Eustach von Schlitz (1737–1821), fils cadet de Schlitz, adopte son futur gendre Hans von Labes (1763–1831), seigneur du manoir de Karstorf, qui reprend alors le nom de famille et est simultanément élevé au rang de comte par le roi. Il construit le château de Schlitz (de) près de Hohen Demzin dans le Mecklembourg.

## Châteaux de Schlitz
La ville de Schlitz est une sorte de château médiéval, entouré d'un mur d'enceinte, auquel sont rattachés de nombreux bâtiments résidentiels à l'intérieur, dont plusieurs hautes maisons en pierre servant de sièges de chevaliers à la famille von Schlitz. Les remparts de la ville sont encore partiellement visibles aujourd'hui. Les « châteaux » individuels ainsi appelés aujourd’hui ne sont donc pas des structures défensives indépendantes, mais des résidences chevaleresques avec des fonctions défensives dans le cadre des fortifications de la ville. En outre, il y a trois complexes de châteaux plus petits dans la région autour de Schlitz, qui sont destinés à défendre la ville et ses environs à plus grande échelle.

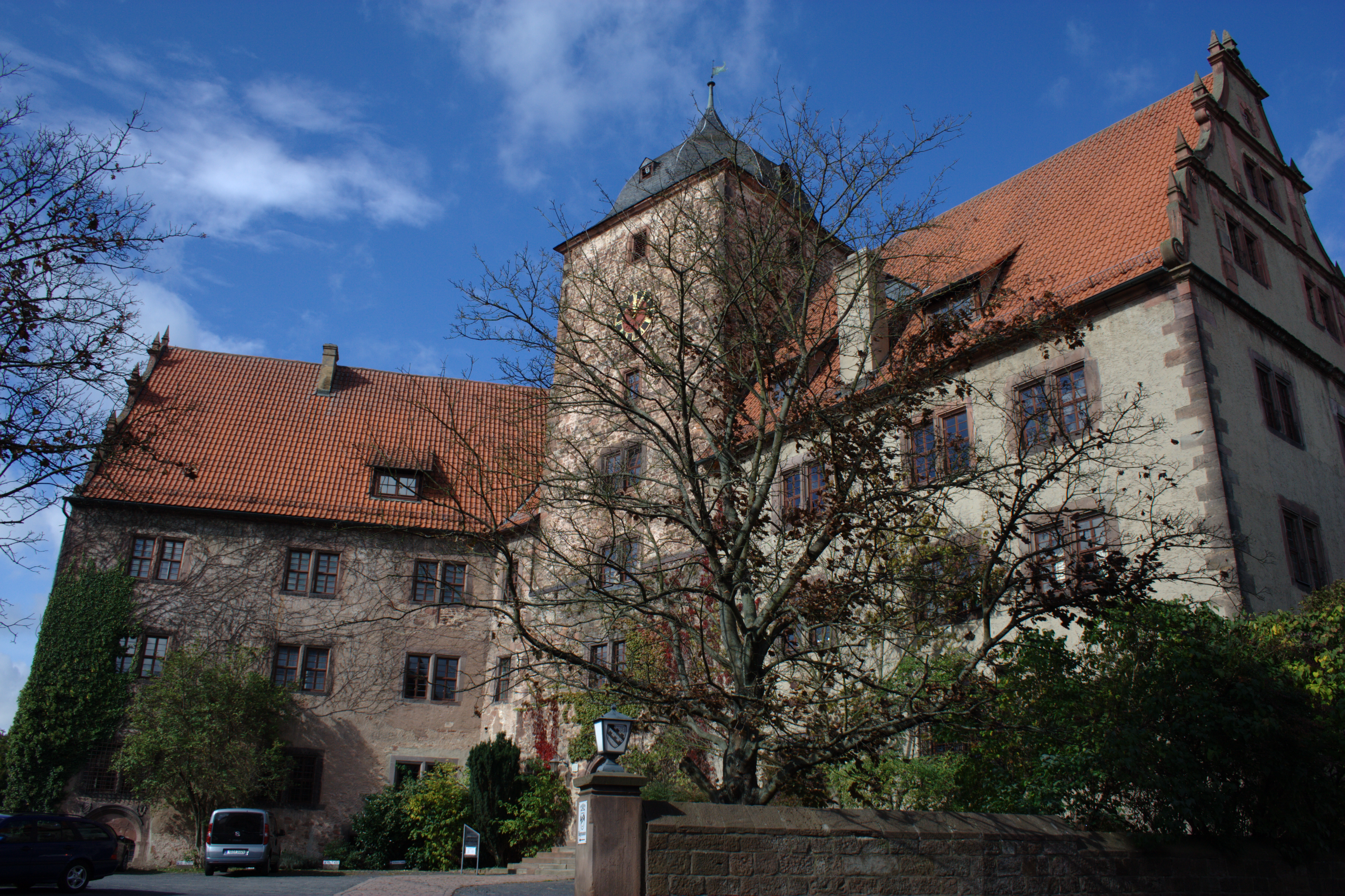
Château avant (de)
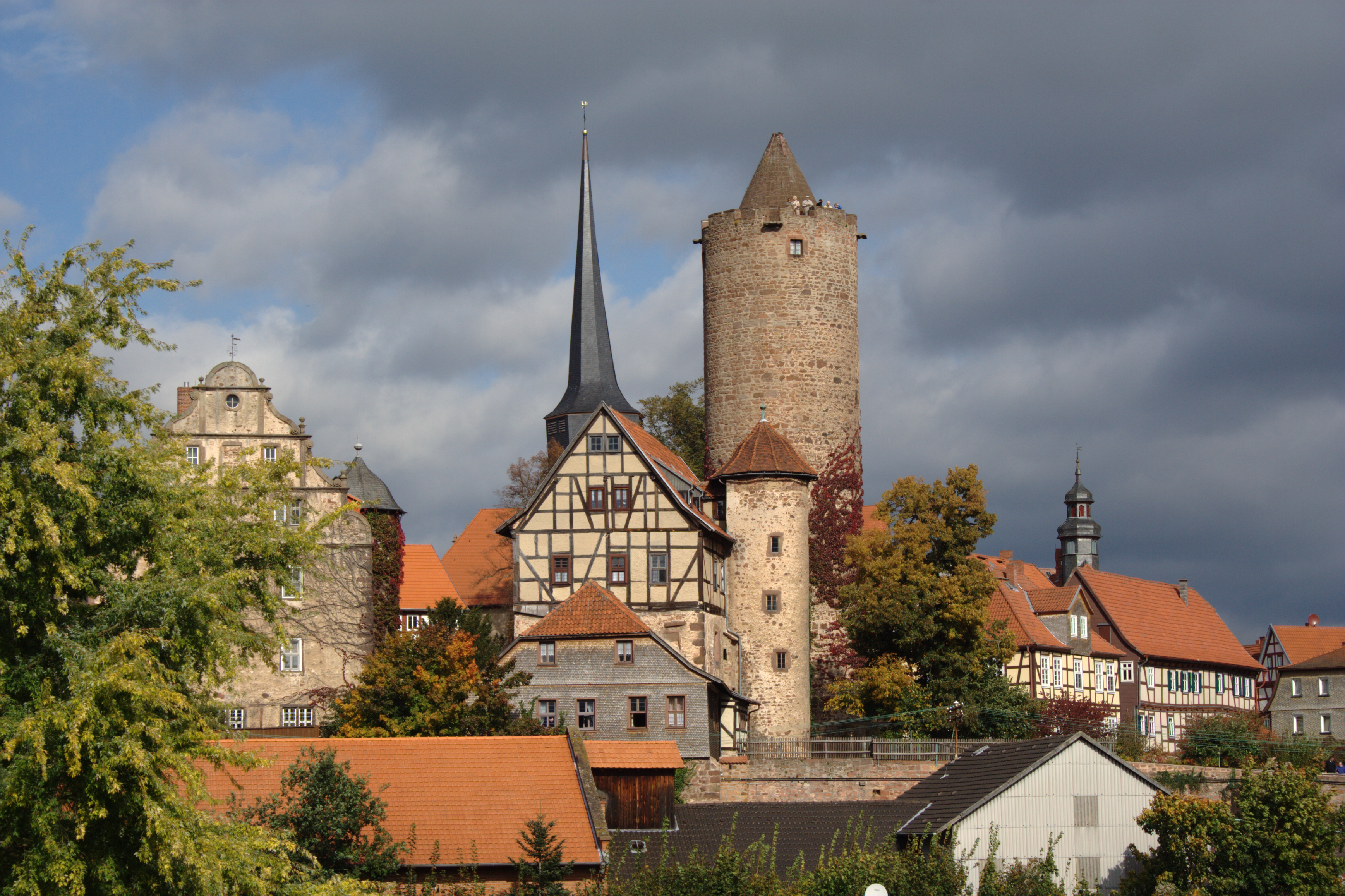
Château arrière (de) avec la tour arrière
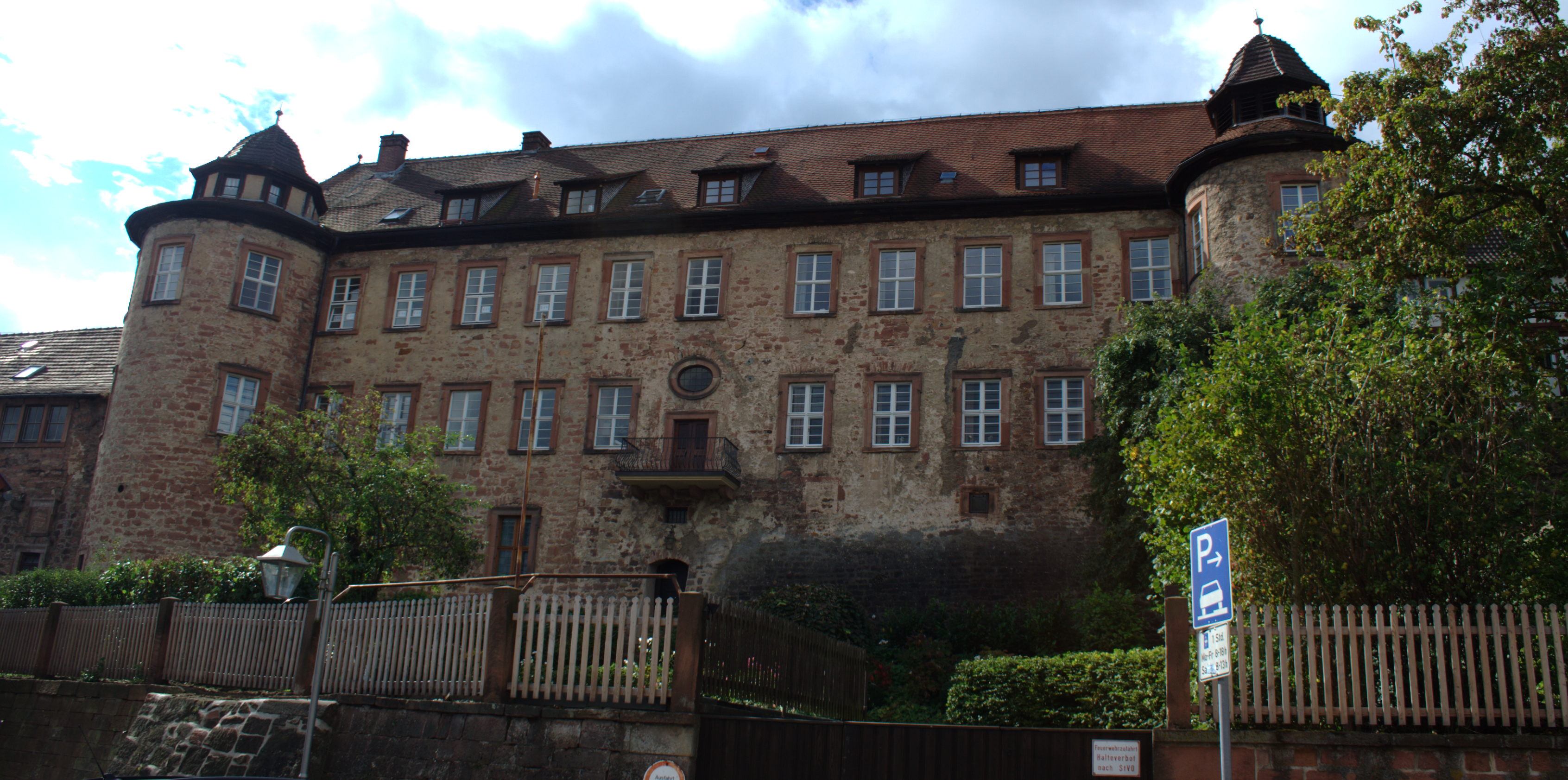
Château Otto (de) à Schlitz
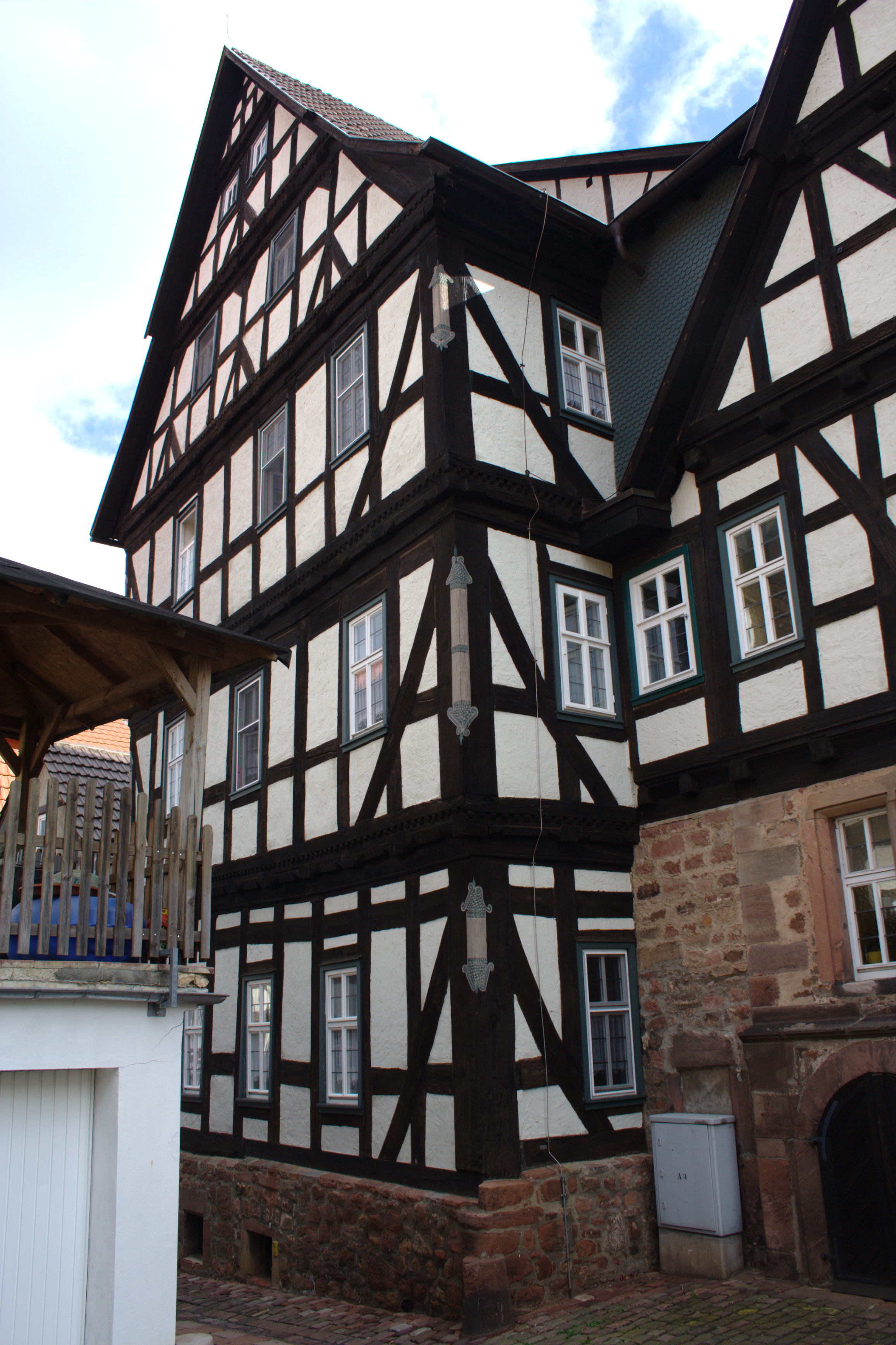
Château Schachten (de) à Schlitz
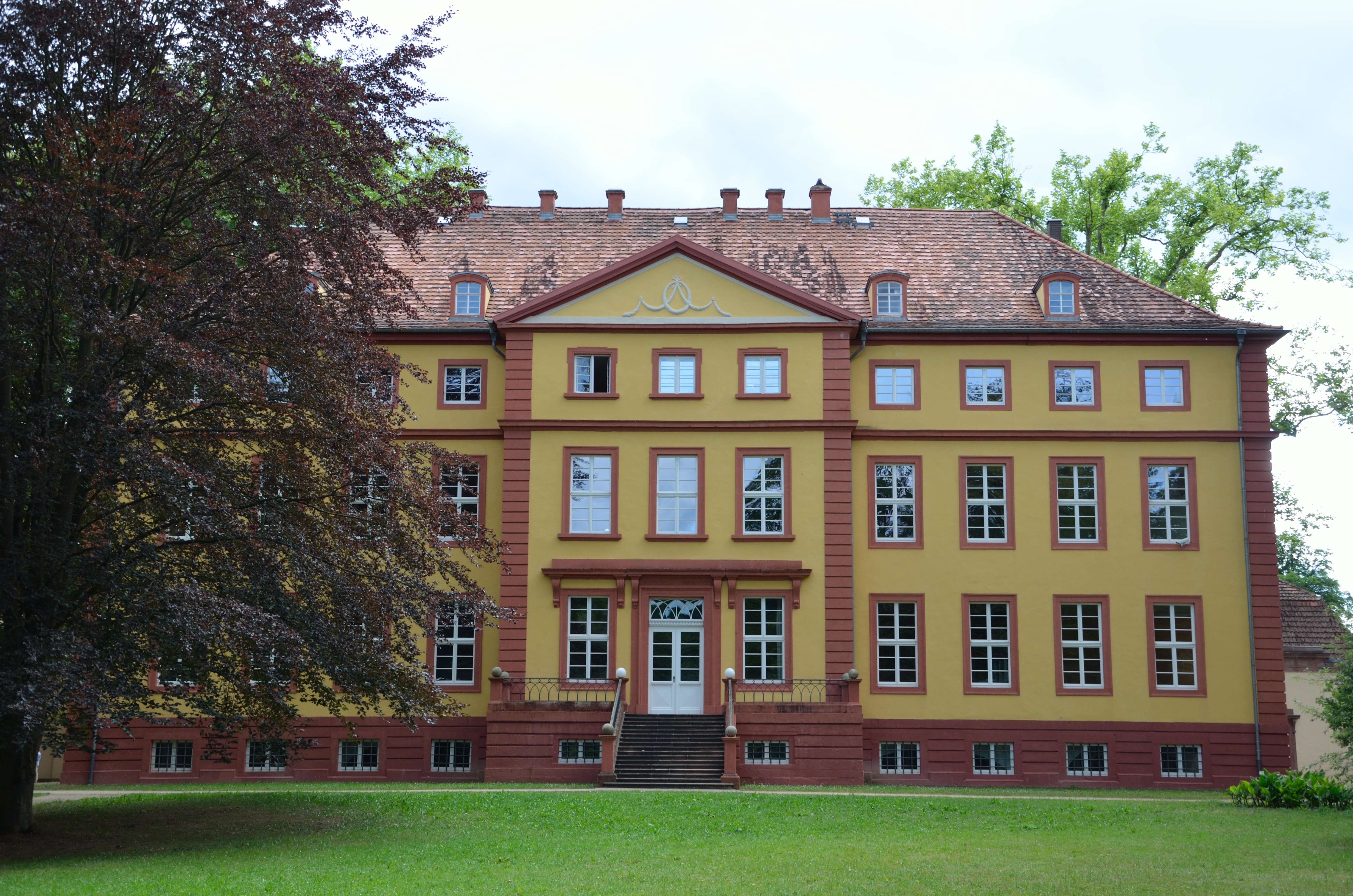
Château d'Hallenburg (de) à Schlitz
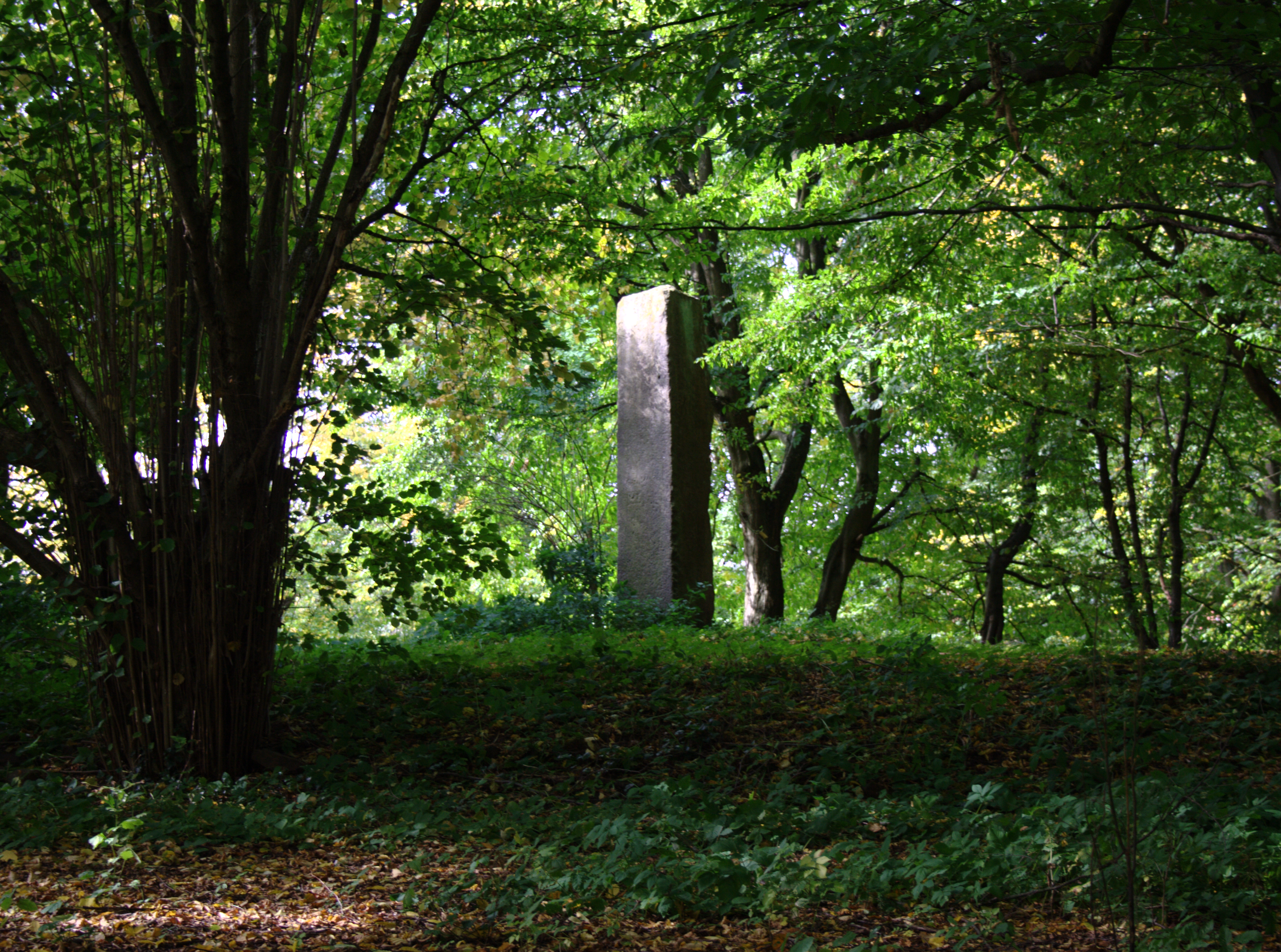
Ruines du château de Niederschlitz (de)
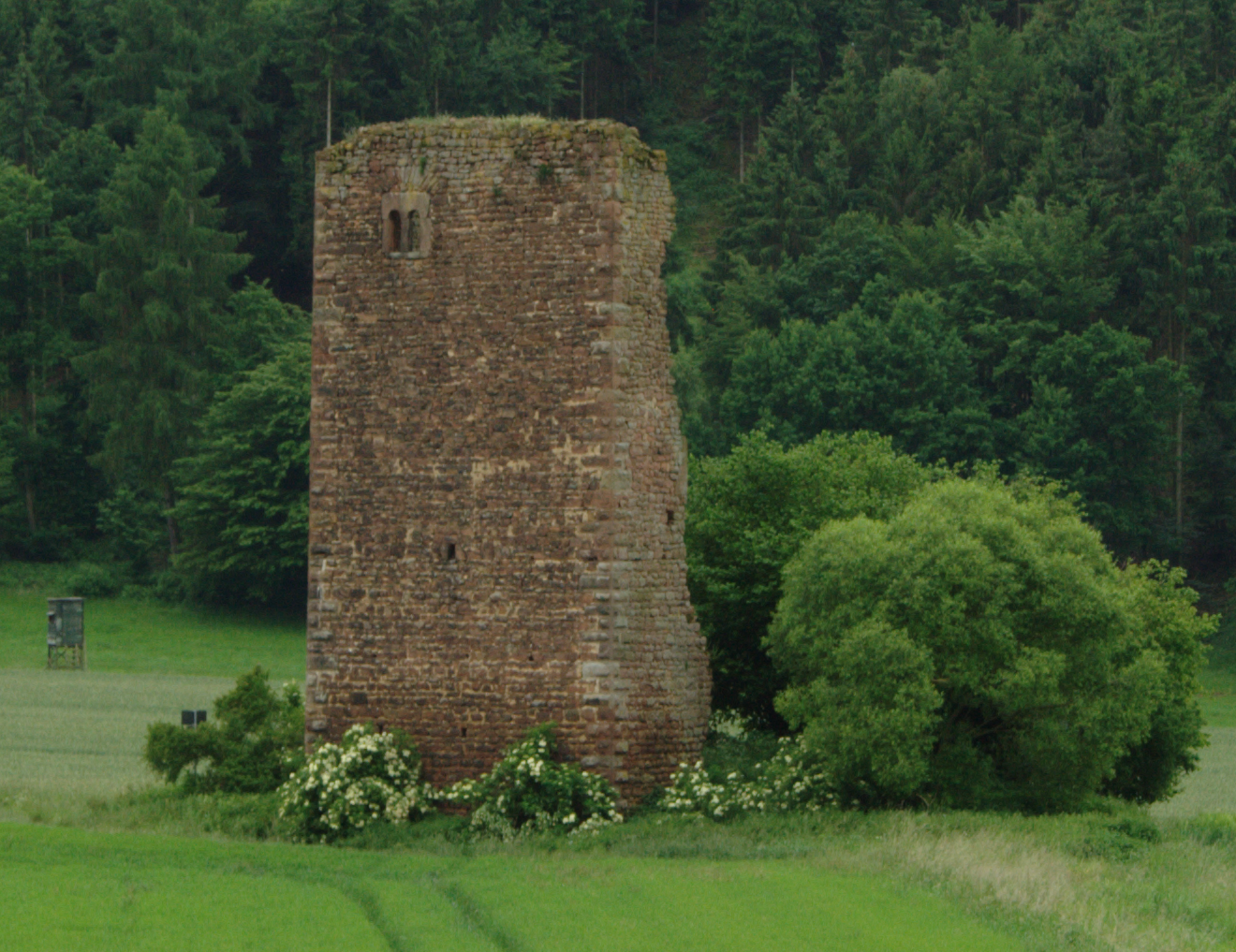
Ruines du château de Seeburg (de)

### Château avant
Le château avant (de) est le château intérieur de Schlitz et est probablement construit au plus tard au XIIIe siècle dans la partie nord-ouest du Schlitz médiéval. Il ne reste du château que la partie inférieure du donjon d'habitation, autrefois roman, en forme de tour, dont les fondations remontent à avant 1181. La partie la plus ancienne se trouve du côté de la porte supérieure. Le bâtiment oriental du château, qui flanque la tour avec son dôme italien, est ajouté à trois étages en 1565. L'aile ouest a été construite vers 1600. Le château avant est resté jusqu'au début du XVIIIe siècle le siège de l'aîné des cohéritiers des lignées de Vorderburg, Hinterburg, Schachtenburg, Ottoburg et Hallenburg. En 1720, après l'extinction de la branche masculine de la lignée de Vorderburg, celle-ci et tous ses biens passent à la lignée d'Hallenburg. Leur aîné, Friedrich Wilhelm von Schlitz dit von Görtz, est président de la Chambre de commerce de Hanovre et ministre d'État et est  élevé au rang de comte impérial par l'empereur Charles VI en 1726

### Château arrière avec tour arrière
La tour arrière est un donjon de 36 m de haut datant du XIVe siècle. Le donjon sert de salle de garde, et les cachots sont situés en dessous de l'entrée haute. Le château arrière (de) est mentionné pour la première fois en 1493. Le bâtiment résidentiel à côté de la tour est reconstruit entre 1561 et 1565 en tant que bâtiment de trois étages et contenait des appartements officiels pour les fonctionnaires du comte ainsi que le bureau des loyers. Depuis 1950, il abrite une maison de retraite de la Fondation Comte-Görtz.

### Château Otto
Le château Otto (de) est fondé en deux phases de construction sur les fortifications médiévales de la ville. Une tour d'angle remonte au Moyen Âge. En 1653, Otto Hartmann von Schlitz construit le château Otto, de style baroque primitif, tel qu'il est aujourd'hui. À cette fin, les créneaux du château sont démolis, une partie des douves est comblée et les maisons adjacentes aux remparts de la ville sont démolies, ce qui provoqua des tensions avec les citoyens. Le château reçoit sa forme actuelle en 1681 par Philipp Friedrich von Schlitz et son épouse Juliane Elisabetha von Minnigerode (de), dont les doubles armoiries se trouvent au-dessus du portail de l'entrée principale. Le château sert longtemps d'auberge de jeunesse et abrite aujourd'hui des condominiums privés.

### Château Schachten
Le château Schachten (de) est construit en 1557 par la veuve Elisabeth von Schachten, fille du Junker Werner von Schlitz, et ne fait pas partie des fortifications de la ville médiévale.

### Château d'Hallenburg
Le château d'Hallenburg (de) est situé juste à l'extérieur de la ville et est un domaine fortifié au Moyen Âge, entouré de douves. Le baron Friedrich Wilhelm von Schlitz (de), genannt von Görtz, comte impérial depuis 1726, fait construire le palais baroque sur ce site entre 1706 et 1712. Les plans sont de Louis Rémy de la Fosse. En 1755, le château brûle et est rénové. Vers 1800, le comte Karl Heinrich fait supprimer le toit mansardé et agrandir le bâtiment, lui donnant son aspect néoclassique actuel. En 1954, la famille du comte fait don du château et de son parc à la ville de Schlitz ; Aujourd'hui, c'est là que se trouve l'Académie de musique de l'État de Hesse.

### Château de Niederschlitz
Le château de Niederschlitz (de) est une ruine de château située à environ 900 mètres au nord-est de la vieille ville de Schlitz. Le petit château-tour est probablement construit au XIIe siècle par les seigneurs de Schlitz comme barrière sur l'ancienne route de campagne de Hersfeld. Le château est détruit en 1261 par le prince abbé de Fulda, Bertho II von Leibolz (de), lors d'une querelle entre l'abbé Henri d'Hersfeld et le comte Gottfried de Ziegenhain (de) et n'est pas reconstruit.

### Château de Seeburg
Le château de Seeburg (de) est la ruine d'un château entouré de douves près du quartier d'Hartershausen de la ville de Schlitz. Le château est probablement construit au XIIe siècle pour protéger les biens de l'abbaye de Fulda. Outre la colonie d'Hartershausen, les villages d'Hemmen et d'Üllershausen, situés dans cette vallée, appartiennent probablement également au quartier du château. La destruction du château perché au XIIIe siècle est également attribué à l'abbé Bertho II de Leibolz.

## Lignée de Görtz-Wrisberg

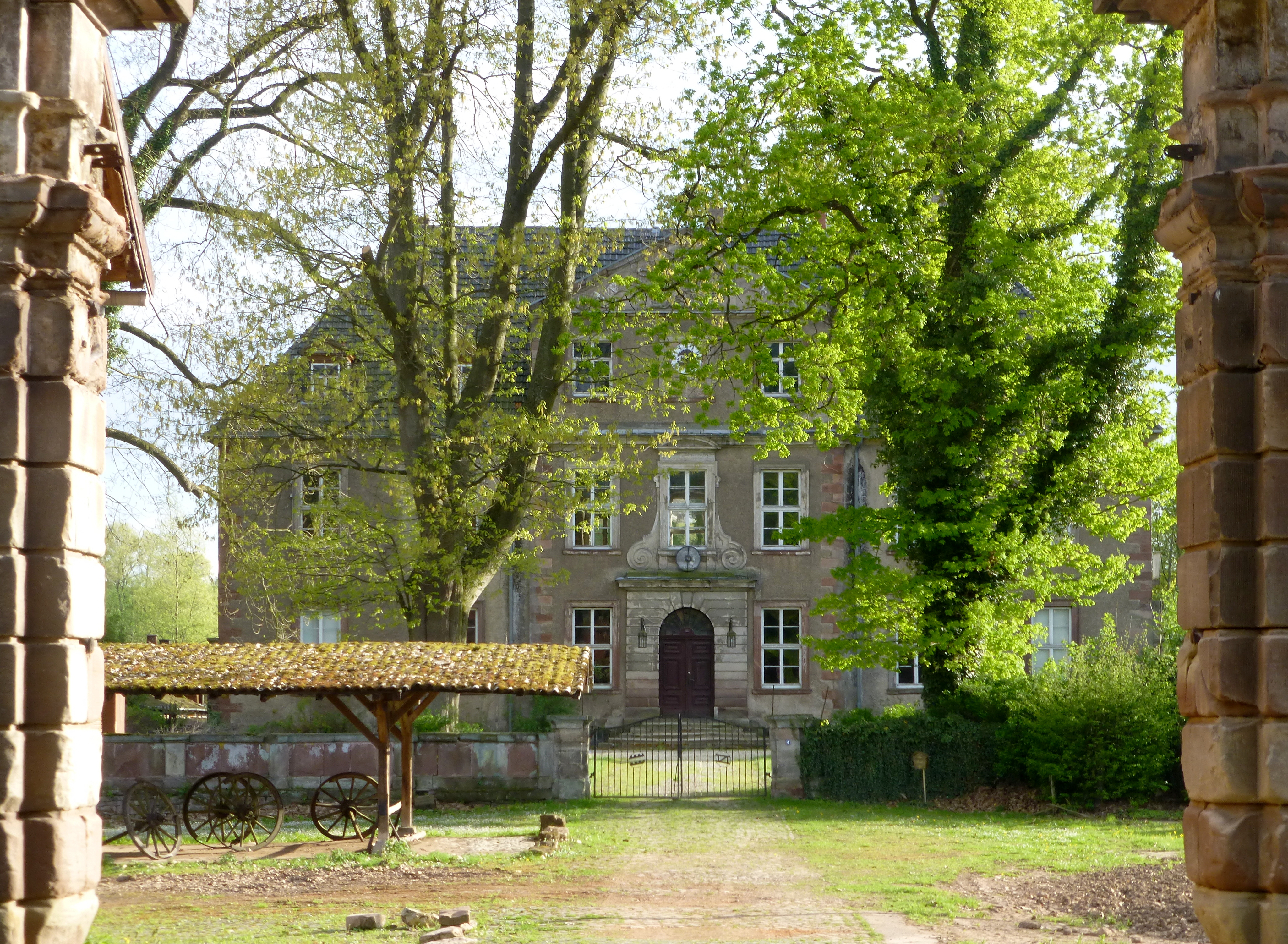
Château de Rittmarshausen

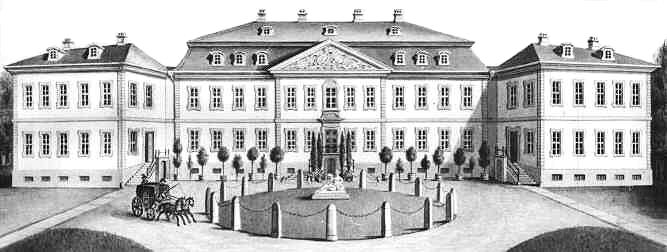

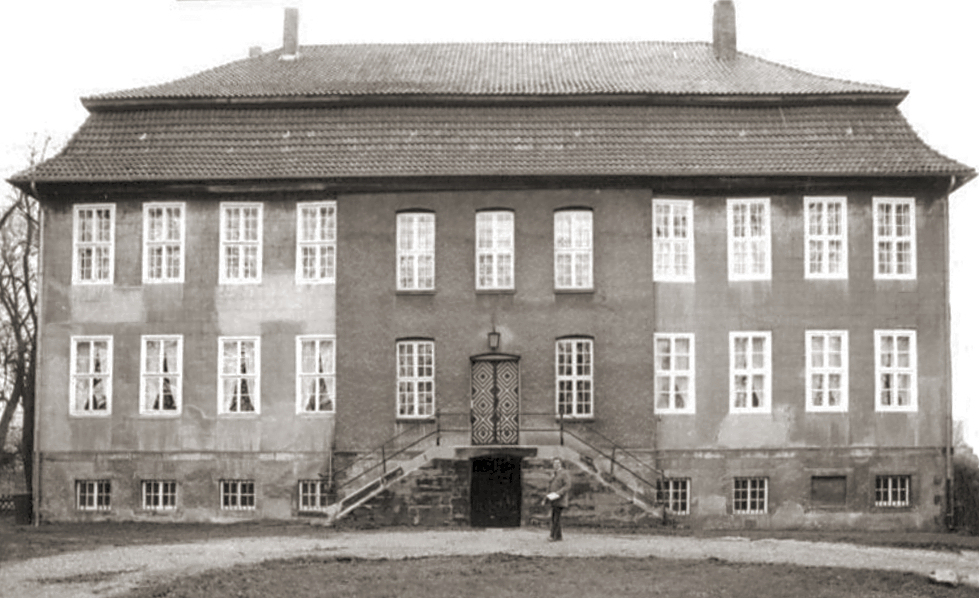
, 1984

Le comte Friedrich Wilhelm von Schlitz (de) auf Schlitz (1647–1728), constructeur du château d'Hallenburg (de) à Schlitz, est président de la Chambre de commerce de Hanovre et acquit le domaine de Rittmarshausen dans la principauté hanovrienne de Calenberg-Göttingen. Il y fait construire un nouveau château entre 1714 et 1716. Tandis que son fils aîné Johann (1683–1747) lui succède comme baron (à partir de 1726 comte impérial) de Schlitz, Wegfurth (aujourd'hui Ober- et Unter-Wegfurth) et Rechberg, le cadet, Ernst August (1687–1720), hérite du domaine de Rittmarshausen.
Son fils Karl Friedrich baron von Schlitz genannt von Görtz (1715-1750) épouse en 1737 Katharina Eva Sophie baronne von Wrisberg (de) (1721-1769), héritière du château de Wrisbergholzen (de) avec Brunkensen, Wesseln et Irmenseul.
Leur fils et héritier est Ludwig baron von Schlitz genannt von Görtz und von Wrisberg (1745-1806), chambellan et trésorier de la principauté épiscopale de Hildesheim. Son épouse est Maria Carolina Scriba (1746–1827). Elle est la fille de Gebhard Werner (von) Scriba, Oberamtmann de Rittmarshausen et seigneur d'Ebergötzen, et reçoit en 1793 la noblesse impériale séparément, sous le nom de « Scriba von Löwenfeld », après que son frère Johann Philipp Ludolph Scriba (mort en 1800) a déjà reçu la noblesse impériale héréditaire pour toute la famille la même année. Leurs fils Platon, Werner et Moritz von Schlitz, genannt von Görtz et von Wrisberg, reçoivent en 1817 la reconnaissance de leur comté par le futur roi George IV en tant que prince régent de Hanovre,.
Cette lignée, qui acquit le manoir de Limmer (de) en 1840, s'appelle principalement von Goertz-Wrisberg et est divisée en branches de Wrisbergholzen avec Rittmarshausen et Limmer (éteintes en ligne masculine en 1986, les domaines transmis en ligne féminine) et de Brunkensen (toujours florissante, le domaine est vendu par Albrecht von Goertz (de)).

## Armoiries

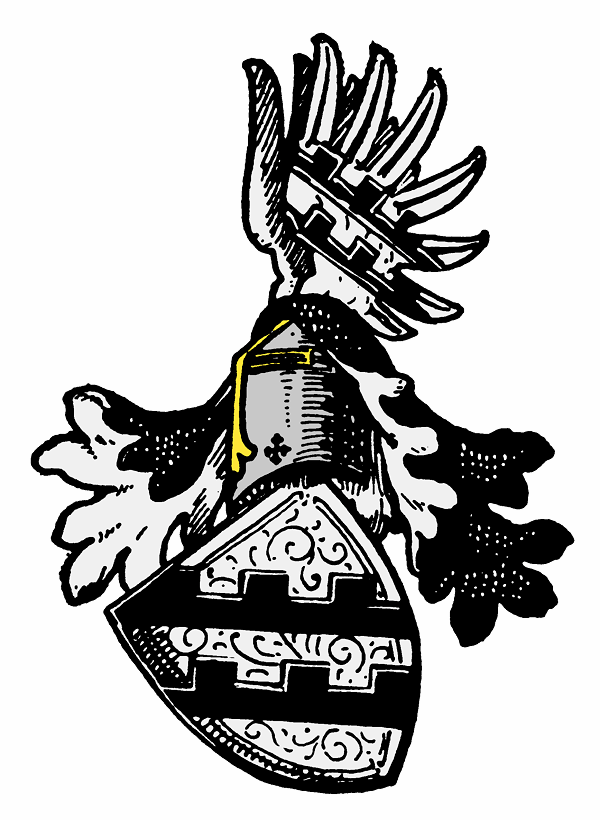
Armoiries de la famille von Schlitz gen. von Görtz

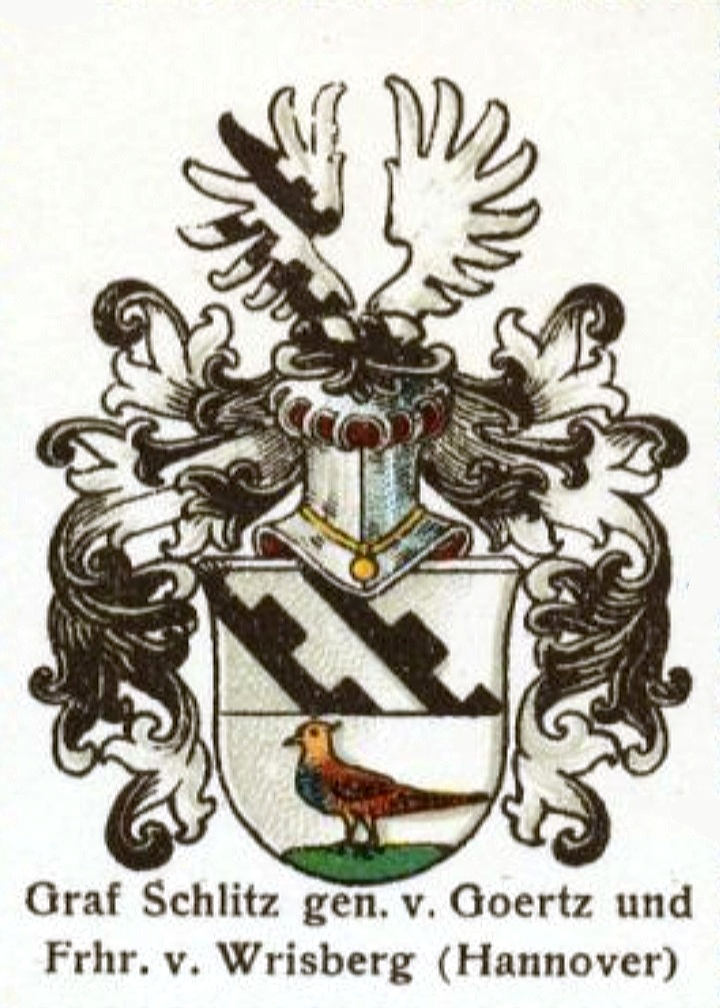
Armoiries des comtes de Schlitz gen. Goertz Wrisberg

Les armoiries de la famille présentent deux barres noires en argent, crénelées en haut et disposées en diagonale vers la droite. Sur le casque aux coques noires et argentées se trouve un vol fermé, appelé bouclier.
Les armoiries combinées avec les armoiries de la famille von Wrisberg montrent leur animal héraldique, le faisan, dans le champ inférieur argenté du bouclier divisé. Le blason combine également les deux éléments des armoiries, la volée de droite étant recouverte de l'image du bouclier des armoiries, comme dans les armoiries de la famille, et la volée de gauche étant simplement représentée en argent.

## Personnalités

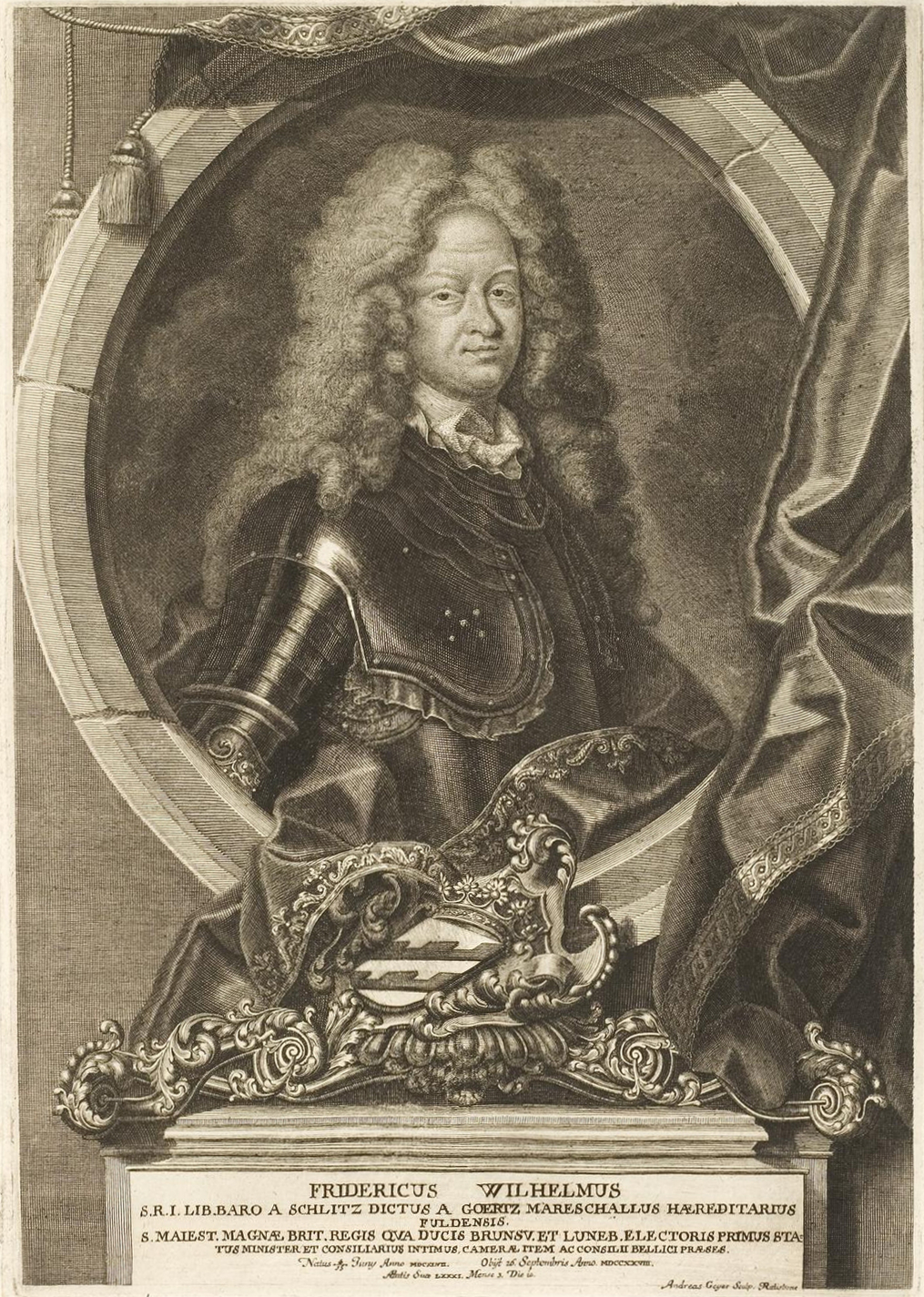
Friedrich Wilhelm von Schlitz genannt von Görtz (1647-1728), président de la Chambre de commerce de Brunswick-Lunebourg, 1726 comte impérial

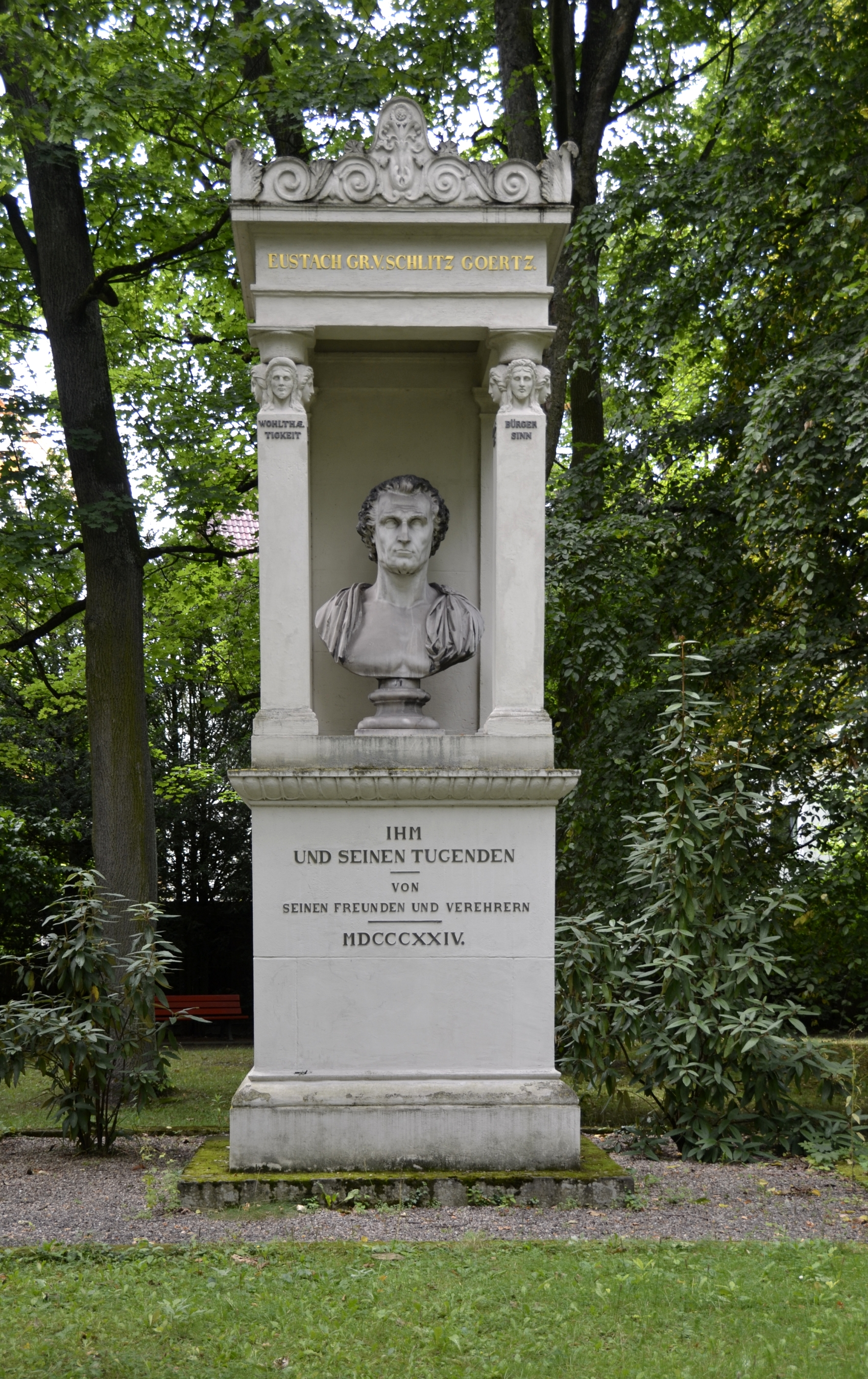
Monument Johann Eustach von Görtz à Ratisbonne

- Johann Volprecht von Schlitz genannt von Görtz (1602–1677), à partir de 1677 baron, maréchal héréditaire du diocèse de Fulda, chevalier capitaine et directeur de la chevalerie impériale en Franconie
- Baron Johann zu Schlitz dit von Görtz († 1699), burgrave de Friedberg
- Friedrich Wilhelm, comte de Schlitz genannt von Görtz (de) (1647-1728). conseiller privé et président de l'électorat de Brunswick-Lunebourg, constructeur du château d'Hallenburg et du château de Rittmarshausen, comte impérial en 1726
- Georg Heinrich von Schlitz genannt von Görtz (1668/1675/1688?–1719), ministre holsteinois qui, durant les trois dernières années du règne (1715–1718) du roi de Suède Charles XII, détermine de manière décisive sa politique.
- Johann comte von Schlitz genannt von Görtz (de) (1683-1747), fils de Friedrich Wilhelm, maréchal héréditaire de l'évêché de Fulda, chambellan et capitaine de château dans l'électorat de Brunswick-Lunebourg
- Georg comte von Schlitz genannt von Görtz (de) (1724–1797), fils de Johann, comte régnant, maréchal héréditaire dans l'évêché de Fulda, envoyé impérial auprès du cercle de Franconie
- Baron Georg Heinrich von Schlitz genannt von Görtz (1668-1719), ministre holsteinois, confident du roi suédois Charles XII.
- Comtesse Maria Amalia von Schlitz, genannt von Görtz, née von Wallenstein (1691–1762), fonde par testament en 1759 l'abbaye de Wallenstein, qui est aujourd'hui fusionnée avec la chevalerie de l'ancienne Hesse (de).
- Karl Friedrich Adam von Schlitz (de) genannt von Görtz (1733-1797), général royal prussien de cavalerie
- Comte Johann Eustach von Schlitz genannt von Görtz (1737-1821). Tuteur du prince sous Anne Amélie. Homme politique, diplomate à la Diète à Ratisbonne. Après la dissolution de la Diète en 1806, il reste résident à Ratisbonne et y meurt. Monument dans la Fürstenallee ouest
- Carl Heinrich von Schlitz genannt von Görtz (de) (1752-1826), fils de Georg (1724-1797), diplomate électoral saxon, noble de Hesse, comte régnant
- Comte Moritz de Görtz-Wrisberg (1779–1853), père d'Alfred (de), Gustav (de) et Hermann von Görtz-Wrisberg (de)
  - marié avec Eugénie comtesse von Görtz-Wrisberg, née von Staff (1790-1847), accusée et recherchée pour haute trahison en 1832[21]
- Friedrich Wilhelm von Schlitz genannt von Görtz (1793-1839). Ami du fondateur des thermes de Bad Salzschlirf, Eduard Martiny (de). Tombe à Bad Salzschlirf. Fils de Carl Heinrich von Schlitz genannt von Görtz (de) et Dorothea Wurmser von Wendenheim.
- Alfred von Görtz-Wrisberg (de) (1814-1868) est un officier et homme politique. Pendant la révolution de 1848/1849, il est d'abord député de la seconde chambre de l'Assemblée nationale prussienne, puis commandant militaire de Fribourg-en-Brisgau et de Coblence. Plus récemment, il participe à la guerre civile américaine en tant que capitaine.
- Comte Gustav von Schlitz genannt von Görtz-Wrisberg (de) (1815–1882), colonel et commandant du 92e régiment d'infanterie (de).
- Comte Hermann von Görtz-Wrisberg (de) (1819-1889), avocat, expert financier, homme politique et ministre d'État du Brunswick
- Comte Karl von Schlitz genannt von Görtz (de) (1822–1885), général de division, grand voyageur, président de la première chambre des États du grand-duché de Hesse (de)
- Comte Emil von Schlitz genannt von Görtz (de) (1851–1914), fils du premier, sculpteur, directeur de l'école d'art de Weimar, président de la première chambre des États du grand-duché de Hesse
- Albrecht von Goertz (de) (1914-2006), dessinateur
- Wilhelm von Schlitz genannt von Görtz (de) (1882-1935), noble de Hesse et député

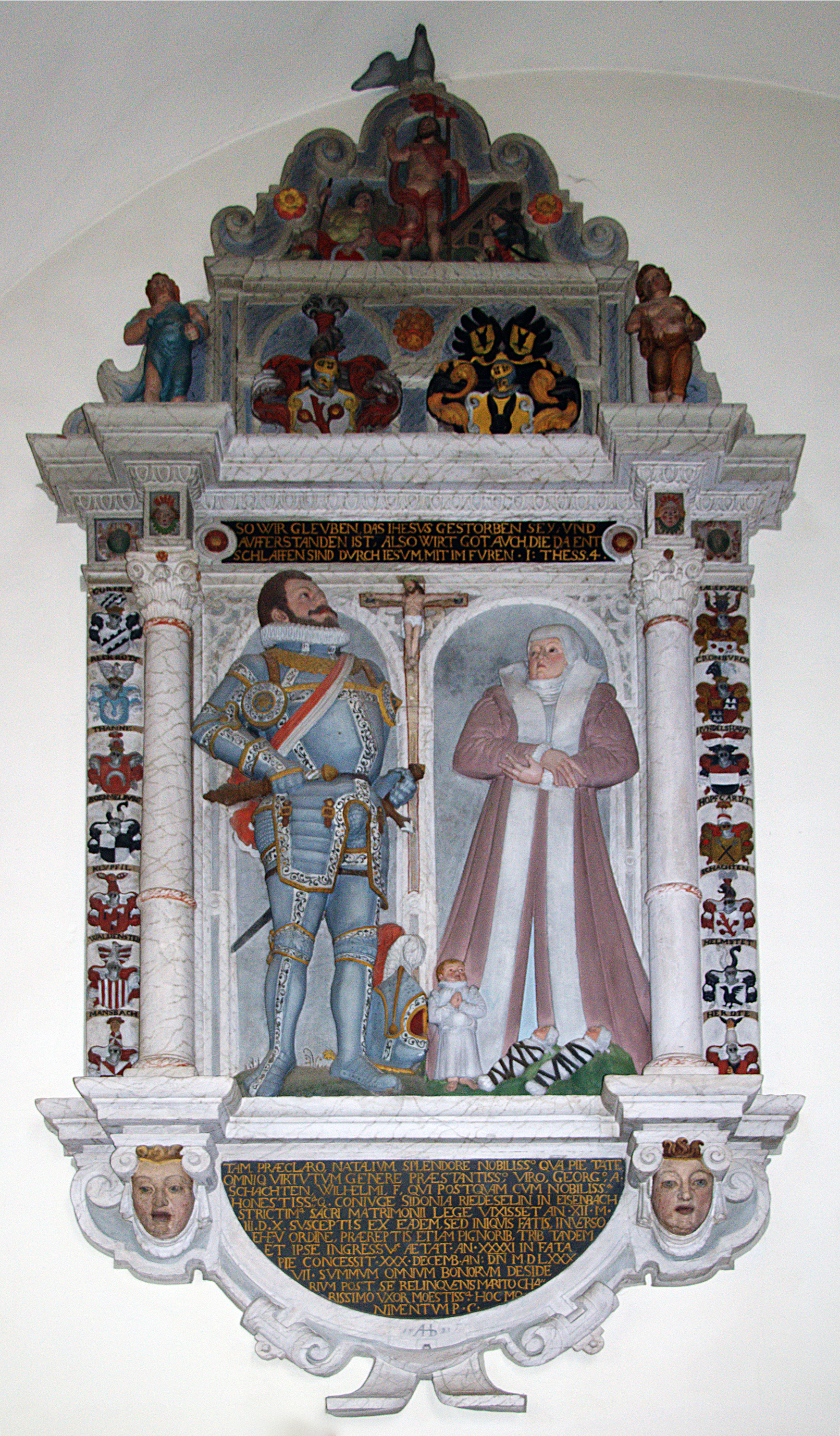
Épitaphes dans l'église de la ville de Schlitz (de)
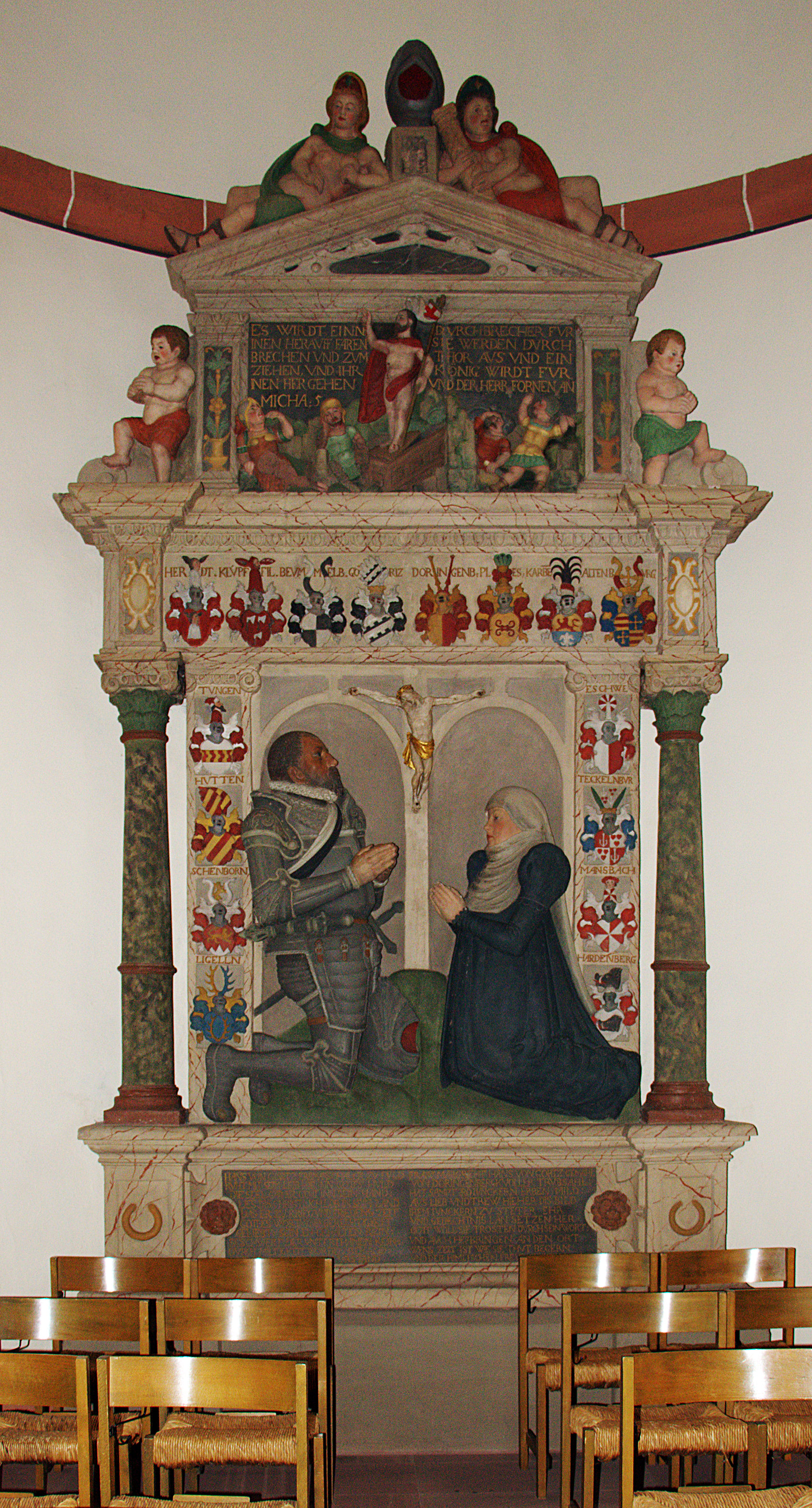
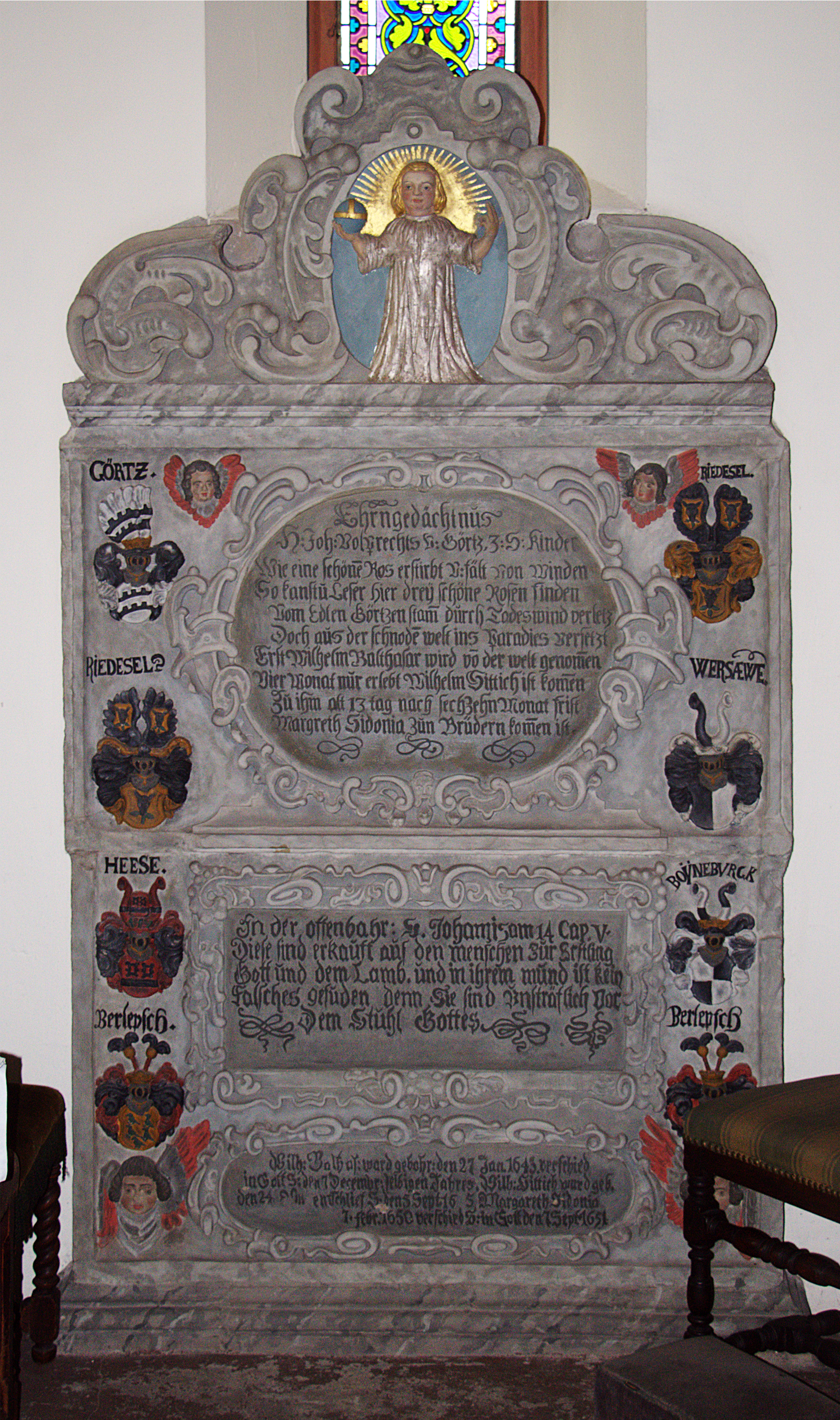